# Нгома, Серж
Серж Патрик Нгома (англ. Serge Patrick Ngoma; родился 9 июля 2005) — американский футболист, вингер клуба MLS «Нью-Йорк Ред Буллз».

## Клубная карьера
Уроженец Норт-Плейнфилда (штат Нью-Джерси), Нгома начал выступать за молодёжные команды клуба «Нью-Йорк Ред Буллз» в 2017 году. 23 сентября 2020 года дебютировал за «Нью-Йорк Ред Буллз II» (резервную команду «Нью-Йорк Ред Буллз») в матче против клуба «Атланта Юнайтед 2». 
17 февраля 2022 года заключил четырёхлетний «доморощенный» контракт с клубом «Нью-Йорк Ред Буллз. 26 февраля 2022 года дебютировал в основном составе «Нью-Йорк Ред Буллз», выйдя на замену в матче против «Сан-Хосе Эртквейкс». 30 июня 2022 года забил свой первый гол за клуб в матче против «Атланта Юнайтед». 24 июля 2022 года впервые вышел в стартовом составе «Нью-Йорк Ред Буллз» в матче против «Остина», отметившись забитым мячом.